# Kalibersprung
Als Kalibersprung wird in der Medizin insbesondere eine plötzliche Verengung von Gefäßen bezeichnet. Der Begriff findet im Rahmen der Gefäßdiagnostik häufig Anwendung in der Kardiologie und Pneumologie und wird darüber hinaus in Bezug auf sonstige Hohlorgane unter anderem auch in der Urologie (z. B. Kalibersprung der Harnröhre), der Orthopädie (z. B. Kalibersprung einer Sehne), der Gastroenterologie (z. B. Kalibersprung bei Morbus Hirschsprung, Kalibersprung des Darms beim mechanischen Ileus) und in der Rheumatologie (z. B. Kalibersprung bei Rotatorenmanchettenruptur) genutzt.

## Ursache
Ein Kalibersprung entsteht allgemein dadurch, dass es als Reaktion auf einen Druck zur Anpassung des Strömungswiderstandes kommt, dieser aber nicht durch einen kontinuierlichen Druckausgleich, sondern im Gegenteil durch einen sehr plötzlichen abgebaut wird und dies zur Verengung des Passageweges führt.
Ein Kalibersprung des Gefäßlumens in Lungengefäßen beispielsweise, wie er u. a. bei der Eisenmenger-Reaktion auftritt, entsteht, wenn zentrale Gefäße durch erhöhten Lungendruck aufgedehnt werden, aber keine Möglichkeit zur Zusammenziehung haben. Dadurch nimmt das Gefäßkaliber (Gefäßweite) in Richtung Peripherie nicht wie üblich gleichmäßig ab, sondern verringert sich „auf einen Sprung“ sehr stark und es kommt zur schlagartigen Durchflussverengung.

## Beispiele
Neben dem bereits erwähnten Kalibersprung im Rahmen der Eisenmenger-Reaktion zeigen sich z. B. auch beim Cor pulmonale im fortgeschrittenen Stadium in der Röntgenaufnahme des Brustkorbes erweiterte zentrale Lungenarterien sowie ein Kalibersprung zu den peripheren Arterien hin.
Beim Vorliegen einer Leberzirrhose kommt es zur Erweiterung der Pfortader mit Kalibersprung.